# Elacatinus phthirophagus
Elacatinus phthirophagus is een straalvinnige vissensoort uit de familie van de grondels (Gobiidae). De wetenschappelijke naam van de soort werd voor het eerst geldig gepubliceerd in 2008 door Sazima, Carvalho-Filho & Sazima.
Deze vis komt voor in het Zuidoostelijke gedeelte van de Antillen en aan de kusten van Venezuela. Hij leeft in de buurt van levend koraal, en ‘poetst’ het koraal van algen en andere parasieten.
De elacatinus phthirophagus kan tot 4.6 cm groot worden.